# 케이브맨 (영화)
《케이브맨》(영어: The Caveman's Valentine)은 미국에서 제작된 케이시 레먼스 감독의 2001년 미스터리 드라마 영화이다. 새뮤얼 L. 잭슨 등이 출연하였고, 대니 드비토 등이 제작에 참여하였다.

## 출연
- 새뮤얼 L. 잭슨
- 콜름 피오
- 안저뉴 엘리스
- 터마라 투니
- 제이 로댄
- 앤 매그너슨
- 앤서니 마이클 홀
- 제프 게디스
- 피터 맥닐
- 로드니 이스트먼
- 레너드 L. 토머스
- 조리스 자스키

## 기타 제작진
- 공동 제작: 마이클 베넷, 제임스 홀트
- 협력 제작: 마이클 드레이크, 트레이시 스탠리
- 배역: 재키 브라운카먼, 나디아 로나(크레디트 미기재)
- 미술: 로빈 스탠드퍼
- 의상: 데니즈 크로넌버그